# Cinema de Líbia

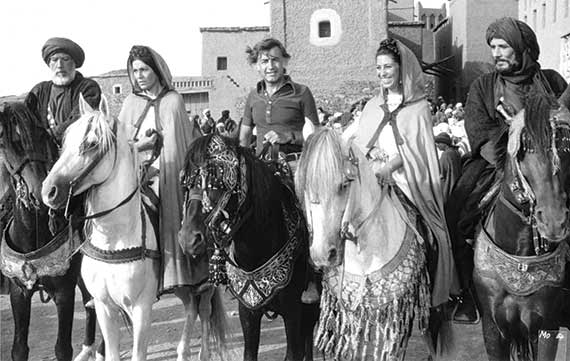
Anthony Quinn, Irene Papas, Moustapha Akkad, Muna Wassef i Abdullah Gaith durant el rodatge de la pel·lícula líbia Mahoma, el missatger de Déu.

El cinema de Líbia ha tingut una història desigual. Encara que hi havia poca producció cinematogràfica local en la Líbia italiana i al Regne de Líbia, el cinema es va convertir en una activitat d'entreteniment popular. A partir de 1973, Muammar Gaddafi va intentar exercir control sobre totes les activitats cinematogràfiques. Encara que va encoratjar a alguns cineastes locals, la seva obstrucció del consum de pel·lícules estrangeres va donar com a resultat el tancament dels cinemes al país africà. En el marc de la inestabilitat posterior a 2011 a Líbia, les esperances d'un ressorgiment del cinema libi semblen llunyanes degut principalment a la falta d'infraestructura.

## Història

### Primers anys
La primera pel·lícula gravada que es va fer a Líbia va ser un documental francès de 1910, Les habitants du desert de Lybie. Itàlia, com a potència colonial, va fer alguns documentals curts sobre Líbia. Les batalles líbies durant la Segona Guerra Mundial van ser cobertes pels noticiaris britànics, alemanys i italians. Després de la guerra, les companyies petrolieres i les agències internacionals van fer documentals de manera ocasional. Després de la independència en 1951, el Regne de Líbia va fer alguns curtmetratges sobre Leptis Magna per a fomentar el turisme. No obstant això, Líbia era pobre i hi havia relativament poca producció cinematogràfica al país. En 1959, el Ministeri de Notícies va establir una divisió cinematogràfica, recorrent el país amb documentals i noticiaris, i el Ministeri d'Educació i Aprenentatge va produir algunes pel·lícules de caràcter educatiu.
Malgrat la relativa falta de producció cinematogràfica, el consum de pel·lícules va ser extremadament popular com a entreteniment massiu. La primera sala de cinema del país es va establir en 1908, encara que, segons informes, va ser demolida després de la invasió italiana de Líbia en 1911. Els italians van establir cinemes, en la seva majoria però no exclusivament per al públic italià, en les principals ciutats de Líbia. Des de la dècada de 1940 fins a mitjan dècada de 1960, Líbia comptava amb un gran nombre de cinemes: entre 15 i 20 a Trípoli i al voltant de 10 a Bengasi. Entre Els cinemes de Trípoli es trobaven l'Arena Giardino a l'aire lliure i l'opulent Royal Cinema, que Gaddafi va rebatejar com Al-Shaab.

### Administració Gaddafi

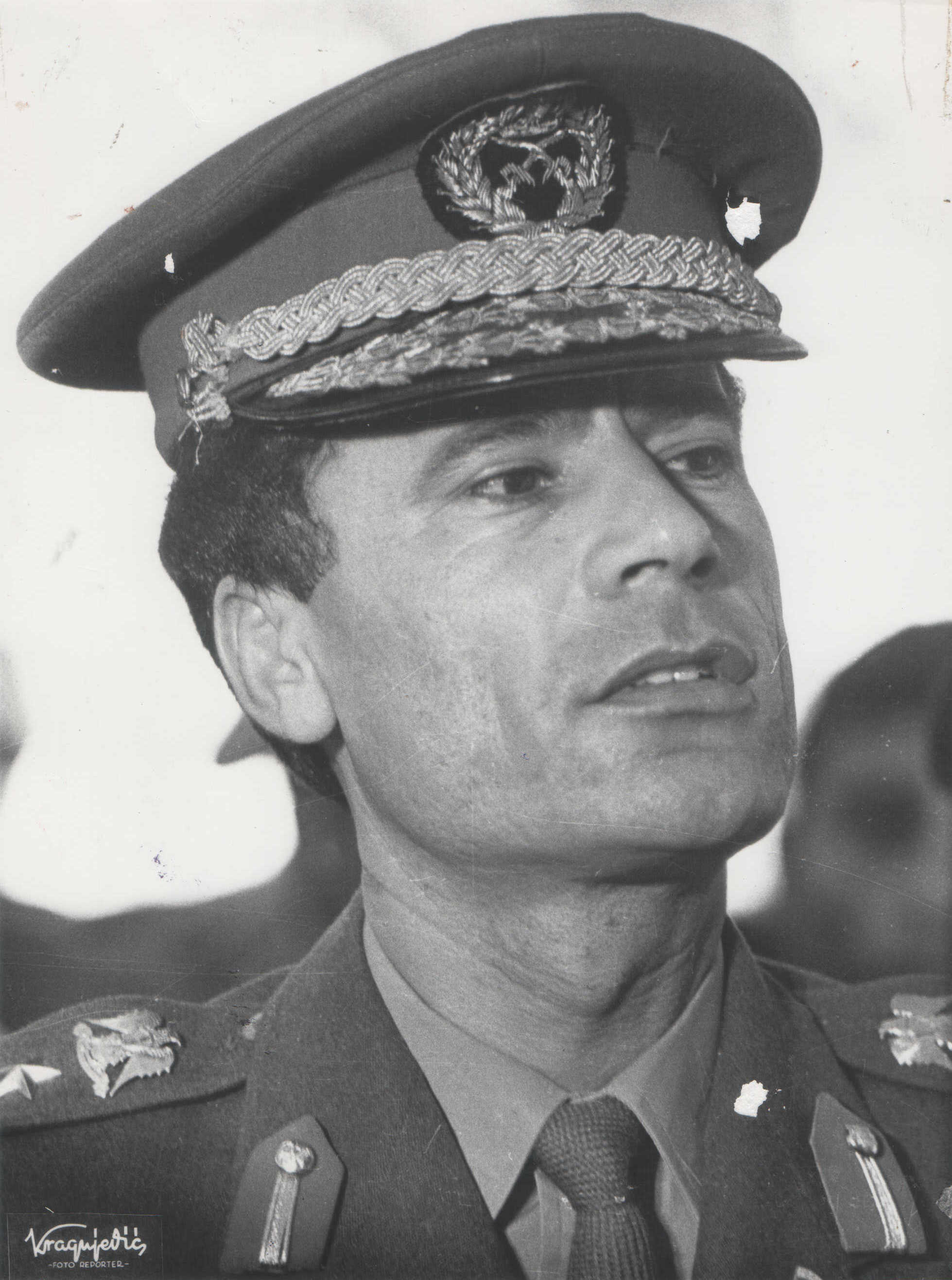
Moammar al-Gaddafi va exercir el control total sobre la producció cinematogràfica a Líbia, censurant la gran majoria de les pel·lícules produïdes en occident.

Gaddafi va arribar al poder en 1967. Considerava sospitoses les pel·lícules estrangeres, acusant-les d'incitar a l'imperialisme cultural estatunidenc. Anteriorment, els únics llargmetratges filmats a Líbia havien estat realitzats per cineastes estrangers, pel·lícules com A Yank in Libya d'Albert Herman (1942) o Sea of Sand de Guy Green (1958). El primer llargmetratge de Líbia, When Fate Hardens, cinta en blanc i negre dirigida per Abdella Zarok, va ser estrenada en 1972. En 1973 es va fundar el Consell General de Cinema amb la finalitat de prendre el control de la cinematografia Líbia. Les pel·lícules estrangeres es van doblegar a l'àrab i havien de complir amb la política cultural del govern, una mescla de llei religiosa i nacionalisme. La majoria de les pel·lícules casolanes eren documentals i el realisme social es va promoure com un ideal per a les pel·lícules de ficció. El Consell General de Cinema va continuar funcionant fins a 2010 i va realitzar documentals i curtmetratges, fent costat a més a gravar els pocs llargmetratges que es van realitzar en els anys 1970 i 1980.
Gaddafi va exercir el control personal directe sobre la producció cinematogràfica. Per exemple, va censurar el llançament d'una pel·lícula de Kasem Hwel, Searching for Layla al-'Amiriya. Gaddafi va establir una companyia de producció per a fer pel·lícules egípcies. A mitjan dècada de 1970, el govern va prendre cada vegada més el control directe de tots els cinemes, bloquejant la importació de pel·lícules, la qual cosa va ocasionar el tancament d'una gran quantitat de sales.
Juntament amb Kuwait i el Marroc, el govern de Gadafi va patrocinar el controvertit relat fílmic de Moustapha Akkad de 1976 sobre el naixement de l'Islam, Mahoma, el missatger de Déu. No obstant això, molts països àrabs es van negar a projectar la pel·lícula i va haver-hi alguns problemes de violència relacionats amb aquest fet. El lleó del desert d'Akkad (1981), finançada pel govern de Gadafi, va ser una pel·lícula d'acció històrica que retrata la resistència del líder beduí Omar Mukhtar contra la colonització italiana de Líbia. La cinta va ser censurada a Itàlia fins a 2009.
En 2009 es va anunciar que el fill de Muamar el Gaddafi, Al-Saadi el Gadafi, estava finançant una productora de capital privat involucrada en el finançament de pel·lícules de Hollywood com The Experiment (2010) i Isolation (2011). Entre el 2009 i el 2010, les empreses estrangeres van acordar restaurar i reobrir cinemes i teatres libis. No obstant això, la revolució de 2011 va fer que aquest treball es detingués i gran part de l'equip va ser robat.

### El cinema libi des de 2011
Després de la caiguda de Gaddafi, va haver-hi un desig generalitzat que la indústria del cinema libi es reafirmés. No obstant això, el ressorgiment del cinema s'ha vist obstaculitzat per la lluita i les objeccions islamistes. Els joves cineastes libis van començar a fer curtmetratges, amb el suport del British Council i l'Institut Documental Escocès. Els festivals de cinema a Trípoli i Bengasi van aconseguir una certa popularitat, però van ser atacats per militants islamistes. En 2013 es va establir discretament un club de cinema en el soterrani d'una galeria d'art de Trípoli. Per a l'any 2015 només quedava una sala de cinema a Trípoli, un lloc només per a homes que presenta pel·lícules d'acció a les milícies que controlen la ciutat.
Al desembre de 2017, el Erato Festival, un esdeveniment de cinema amb temàtica relacionada amb els drets humans, va ser llançat a Trípoli. El festival va debutar amb el documental Jasmine d'Almohannad Kalthoum.

## Pel·lícules destacades
- Al Tariq de Yousef Shaaban Mohammed (1975)
- Mahoma, el missatger de Déu de Moustapha Akkad (1976)
- Pustinjska lajda de Petar Lalovic (1976)
- Ayna Tukhabi'un al-Shams? de Abdallah Al-Mubahi (1977)
- El lleó del desert de Moustapha Akkad (1980)
- Ma'rakat Taqraft de diversos directors (1981)
- Sharing de Salah Ghwedr (2004)
- The Last Jews of Libya de Vivienne Roumani (2007)
- Ziu de Bassem Breish (2013)
- Tripoli Stories: The Runner de Mohannad Eissa (2014)
- One King Card de Muhannad Lamin (2017)
- Sabeel de Sufian Arara (2018)